# 14e division d'infanterie (Empire allemand)
Pour les articles homonymes, voir 14e division d'infanterie.
La 14e division d'infanterie est une unité de l'armée prussienne puis allemande qui participe à la guerre austro-prussienne de 1866, franco-allemande de 1870, et à la Première Guerre mondiale en 1914-1918. Lors de ce conflit, la division est intégrée au sein du 7e corps d'armée à la 2e armée allemande. Elle combat au siège de Liège puis aux batailles de Charleroi et de Guise avant de prendre part à la bataille de la Marne. Au cours de l'année 1915, la division occupe un secteur sur le front de l'Artois. Au printemps 1916, la division est transférée à Verdun et combat dans un premier temps sur la rive gauche, puis sur la rive droite lors des attaques françaises des mois d'octobre et décembre. En 1917, la division est déplacée sur le front du Chemin des Dames et combat dans cette zone au mois de juin, puis à l'automne lors de la bataille de la Malmaison. En 1918, la division fait partie des troupes d'attaques des offensives allemandes de printemps, puis elle est impliquée dans les combats défensifs de l'été et de l'automne. La division est dissoute après son retour en Allemagne au cours de l'année 1919.

## Guerre austro-prussienne de 1866

### Composition
- Brigade "Schwarzkoppen" (27e brigade d'infanterie), Emil von Schwartzkoppen

16e régiment d'infanterie, colonel Theodor Karl Schwartz (de)
56e régiment d'infanterie, colonel Adolf von Dorpowski (de)
- Brigade "Hiller" (28e brigade d'infanterie), Wilhelm August Bernhard von Hiller (de)

17e régiment d'infanterie, colonel Hugo von Kottwitz
57e régiment d'infanterie, colonel Albert von der Osten
- Cavalerie de division 7e régiment de dragons, colonel Otto von Ribbeck (de)

## Guerre franco-allemande de 1870

### Composition
- 27e brigade d'infanterie

39e régiment de fusiliers
74e régiment d'infanterie (de)
- 28e brigade d'infanterie

53e régiment d'infanterie
77e régiment d'infanterie (de)
- 15e régiment de hussards

### Historique
La 14e division d'infanterie fait partie du 7e corps d'armée et participe aux batailles de Forbach-Spicheren et de Borny-Colombey. Par la suite, elle est impliquée dans le siège de Metz, puis dans celui de Thionville et celui de Montmédy.

## Première Guerre mondiale

### Composition
la 14e division d'infanterie est recrutée dans les districts du Rhin du 7e district.

#### Temps de paix, début 1914
- 27e brigade d'infanterie (Cologne)

16e régiment d'infanterie (Cologne)
53e régiment d'infanterie (Cologne)
- 28e brigade d'infanterie (Düsseldorf)

39e régiment de fusiliers (Düsseldorf)
159e régiment d'infanterie (de) (Mülheim) et (Geldern)
- 79e brigade d'infanterie (Wesel)

56e régiment d'infanterie (Wesel) et (Clèves)
57e régiment d'infanterie (Wesel)
- 17e brigade de cavalerie (Düsseldorf)

11e régiment de hussards (de) (Krefeld)
5e régiment d'uhlans (de) (Düsseldorf)
- 14e brigade d'artillerie de campagne (Wesel)

7e régiment d'artillerie de campagne (de) (Wesel) et (Düsseldorf)
43e régiment d'artillerie de campagne (Clèves)

#### Composition à la mobilisation
- 27e brigade d'infanterie

16e régiment d'infanterie
53e régiment d'infanterie
- 79e brigade d'infanterie

56e régiment d'infanterie
57e régiment d'infanterie
- 14e brigade d'artillerie de campagne

7e régiment d'artillerie de campagne
43e régiment d'artillerie de campagn
- 2e, 5e et 6e escadron du 16e régiment d'uhlans « Hennigs von Treffenfeld »
- 2e et 3e compagnies du 7e bataillon de pionniers

#### 1916
- 79e brigade d'infanterie

16e régiment d'infanterie
56e régiment d'infanterie
57e régiment d'infanterie
- 4 escadrons du 16e régiment d'uhlans
- 14e brigade d'artillerie de campagne

7e régiment d'artillerie de campagne
43e régiment d'artillerie de campagne

#### 1917
- 79e brigade d'infanterie

16e régiment d'infanterie
56e régiment d'infanterie
57e régiment d'infanterie
- 4 escadrons du 16e régiment d'uhlans
- 14e commandement d'artillerie divisionnaire

43e régiment d'artillerie de campagne

#### 1918
- 79e brigade d'infanterie

16e régiment d'infanterie
56e régiment d'infanterie
57e régiment d'infanterie
- 5 escadrons du 16e régiment d'uhlans
- 14e commandement d'artillerie divisionnaire

43e régiment d'artillerie de campagne
1er bataillon du 21e régiment d'artillerie à pied (1re et 3e batteries)

### Historique
Au déclenchement du conflit, la 14e division d'infanterie forme avec la 13e division d'infanterie le 7e corps d'armée rattachée à la 2e armée allemande. La 28e brigade d'infanterie est rattachée au 7e corps de réserve.

#### 1914
- 9 - 16 août : la 27e brigade d'infanterie est engagée avec cinq autres brigades dans la bataille de Liège[2].
- 17 - 22 août : la division est reconstituée et progresse à travers la Belgique, combats vers Obaix, Pont-à-Celles.
- 23 - 24 août : la division forme l'aile droite de la 2e armée allemande, elle est engagée dans la bataille de Charleroi.
- 24 - 29 août : poursuite des troupes alliées, occupe Solre-le-Château le 25 août et Catillon-sur-Sambre le 27 août.
- 29 août - 6 septembre : engagée les 29 et 30 août dans la bataille de Guise, puis poursuite des troupes françaises le long de l'Oise vers la Marne.
- 6 - 9 septembre : engagée dans la Bataille de la Marne, (Bataille des Deux Morins), combat au sud-est de Montmirail.
- 10 septembre - 4 octobre : repli vers le Chemin des Dames, engagée dans la bataille de l'Aisne, à partir du 12 septembre. Retrait du front et mouvement vers l'Artois.
- 5 - 13 octobre : engagée dans la bataille d'Arras.
- 14 octobre - 31 décembre : occupation d'un secteur de front autour de Lille, vers La Bassée et Ablain-Saint-Nazaire.

#### 1915
- 1er janvier - 31 décembre : occupation d'un secteur dans les Flandres et en Artois.

9 mai - 25 juin : engagée dans la bataille de l'Artois, la division combat à la bataille de Festubert. Au cours du mois de mars, le 158e régiment d'infanterie est transféré à la 50e division d'infanterie nouvellement créée.
25 septembre - 13 octobre : engagée dans la bataille d'Artois d'automne.

#### 1916
- 1er janvier - 27 mars : occupation d'un secteur en Flandres et en Artois.
- 28 mars - 4 juin : retrait du front ; stationnement et repos dans la région de Tournai, mise en réserve de l'OHL.
- 5 juin - 8 septembre : mouvement vers Verdun, engagée dans la bataille de Verdun dans le secteur du Mort-Homme.

5 - 25 août : transfert sur la rive droite de la Meuse, combat dans le secteur de Thiaumont avec de fortes pertes.
- 8 septembre - 31 décembre : retrait du front puis après une semaine de repos, occupation d'un secteur dans la région de Cumières.

15 - 30 octobre : déplacée sur la rive droite, subit l'attaque française du 24 octobre dans le secteur au nord de Douaumont.
15 - 16 décembre : engagée contre l'attaque française dans le secteur de Louvemont et de Bezonvaux. La division subit plus de 65 % de pertes. À partir du 17 décembre, retrait du front et repos.

#### 1917
- 1er janvier - début février : repos et reconstitution.
- février - 20 avril : occupation d'un secteur vers Cumières et le Mort-Homme au nord de Chattancourt. À partir du 14 avril retrait du front.
- 21 - 25 avril : entrainement dans la région de Sivry-sur-Meuse et Vilosnes puis mouvement vers l'Aisne.
- 25 avril - 5 mai : repos dans la région de Marchais au camp de Sissonne.
- 5 - 12 mai : en ligne entre Ailles et Hurtebise, relève la 1re division de la Garde[3], engagée dans la bataille du Chemin des Dames.
- 13 mai - 19 juin : retrait du front, repos à l'est de Laon, puis vers Liesse-Notre-Dame ; certains éléments de la division sont en ligne durant cette période.
- 20 juin - 30 juillet : à nouveau en ligne entre Ailles et Hurtebise ; le 25 juin, la division perd la caverne du Dragon, le 57e régiment d'infanterie a 191 hommes faits prisonniers[3].

26 juillet : attaque de la division entre Hurtebise et La Bovelle pour reprendre le terrain perdu sans succès.
- 30 juillet - 17 septembre : retrait du front ; reconstitution et repos dans la région de Vervins.
- 17 septembre - 27 octobre : en ligne dans le secteur de Laffaux. À partir de la mi-octobre, la division subit des pertes importantes de l'artillerie française. Engagée le 23 octobre dans la bataille de la Malmaison[n 1].
- 28 octobre - 5 novembre : retrait du front, réorganisation dans la région de Vervins puis mouvement dans la région de Flirey.
- 6 novembre 1917 - 13 janvier 1918 : occupation d'un secteur vers Fey-en-Haye.

#### 1918
- 13 - 14 janvier : relève du front par la 78e division de réserve (en)[4].
- 15 janvier - 29 mars : repos et instruction dans la région de Mars-la-Tour, à partir du 27 mars mouvement par V.F. vers Saint-Quentin.
- 29 mars - 11 avril : en seconde ligne, engagée à partir du 4 avril dans l'offensive Michaël et combat à l'ouest de Moreuil au nord-ouest de Montdidier. Le 4 avril, la division attaque sans succès Rouvrel.
- 11 avril - 27 mai : retrait du front, repos et reconstitution dans la région de Bohain-en-Vermandois. Mouvement fin mai dans la région de Laon dans la forêt de Coucy.
- 27 mai - 11 juin : engagée dans la bataille de l'Aisne, dans un premier temps la division est en seconde ligne. Elle franchit l'Aisne le 30 mai et atteint Crécy-au-Mont puis Hautebraye. En première ligne, elle attaque en direction de Vic-sur-Aisne sans progresser et avec de lourdes pertes.
- 11 - 14 juin : retrait du front, placée en seconde ligne.
- 14 juin - 2 juillet : relève de la 51e division de réserve dans le secteur de Saint-Bandry[4] et tient difficilement la ligne de front, retirée du front le 2 juillet.
- 2 - 16 juillet : repos en arrière du front.
- 16 juillet - 27 août : engagée dans la seconde bataille de la Marne et renforce la ligne de front vers Osly-Courtil.
- 27 août - 17 septembre : retrait du front ; la division est au repos, en réserve de l'OHL.
- 18 septembre - 12 octobre : relève de la 3e division de la Garde au sud-est d'Auberive[4].
- 12 - 24 octobre : retrait du front ; repos dans la région de Rethel.
- 25 octobre - 11 novembre : mouvement par étapes, la division est engagée dans la nuit du 25 au 26 octobre près d'Englefontaine et reste en ligne jusqu'à la signature de l'armistice. La division est ensuite transférée en Allemagne où elle est dissoute au cours de l'année 1919.

## Chefs de corps
| Grade                        | Nom                                         | Date                                 |
| ---------------------------- | ------------------------------------------- | ------------------------------------ |
| Generalmajor                 | Karl Friedrich Franciscus von Steinmetz     | 9 octobre 1815 - 2 novembre 1816     |
| Generalmajor                 | Friedrich Wilhelm von Sjöholm (de)          | 5 novembre 1816 - 2 décembre 1820    |
| Generalleutnant              | Frédéric de Prusse                          | 2 janvier 1821 - 29 mars 1838        |
| Generalmajor/Generalleutnant | Karl von der Groeben (de)                   | 30 mars 1838 - 2 mars 1848           |
| Generalleutnant              | Otto von Drigalski (de)                     | 7 mars 1848 - 31 janvier 1849        |
| Generalleutnant              | Karl von Canitz und Dallwitz                | 1er février - 1er mai 1849           |
| Generalleutnant              | Karl Friedrich Chlebus (de)                 | 20 novembre 1849 - 14 avril 1852     |
| Generalleutnant              | Charles-Antoine de Hohenzollern-Sigmaringen | 15 avril 1852 - 5 novembre 1858      |
| Generalmajor                 | Albrecht von Roon                           | 6 novembre 1858 - 19 janvier 1860    |
| Generalmajor/Generalleutnant | Friedrich von Monts (de)                    | 20 janvier 1860 - 24 juin 1864       |
| Generalleutnant              | Hugo Eberhard zu Münster-Meinhövel          | 25 avril 1864 - 29 octobre 1866      |
| Generalleutnant              | Leonhard von Blumenthal                     | 30 octobre 1866 - 17 juillet 1870    |
| Generalleutnant              | Georg von Kameke                            | 18 juillet 1870 - 4 janvier 1871     |
| Generalleutnant              | Ernst Wilhelm Schuler von Senden            | 5 janvier - 21 octobre 1871          |
| Generalleutnant              | Hugo von Obernitz                           | 3 octobre 1871 - 16 avril 1879       |
| Generalmajor                 | Karl von Witzendorff (de)                   | 17 avril 1879 - 14 avril 1882        |
| Generalleutnant              | Hermann von Schenck                         | 15 avril 1882 - 16 octobre 1883      |
| Generalleutnant              | Wilhelm Dietrich von Gemmingen (de)         | 17 octobre 1883 - 28 avril 1886      |
| Generalleutnant              | Henri XIII Reuss de Köstritz                | 29 avril 1886 - 9 juillet 1888       |
| Generalleutnant              | Emil von Fischer (de)                       | 10 juillet 1888 - 23 mars 1890       |
| Generalleutnant              | Max von der Planitz                         | 24 mars - 13 octobre 1890            |
| Generalleutnant              | Arno von Arndt (de)                         | 14 octobre 1890 - 16 mars 1894       |
| Generalleutnant              | Richard von Funck                           | 17 mars 1894 - 26 janvier 1897       |
| Generalleutnant              | Henri XVIII Reuss de Köstritz (de)          | 27 janvier 1897 - 15 février 1899    |
| Generalleutnant              | Friedrich von Kamptz                        | 16 février 1899 - 6 juillet 1901     |
| Generalleutnant              | Ernst von Voigt (de)                        | 7 juillet 1901 - 30 avril 1904       |
| Generalleutnant              | Kurt von Sperling (de)                      | 1er mai - 21 décembre 1904           |
| Generalleutnant              | Richard von Winterfeld                      | 22 décembre 1904 - 22 avril 1907     |
| Generalleutnant              | Paul Stephan                                | 23 avril 1907 - 23 avril 1908        |
| Generalleutnant              | Karl Gronen (de)                            | 24 avril 1908 - 5 octobre 1911       |
| Generalleutnant              | Dedo von Schenck                            | 6 octobre 1911 - 30 septembre 1912   |
| Generalleutnant              | Otto von Lauenstein                         | 1er octobre 1912 - 1er août 1914     |
| Generalmajor/Generalleutnant | Paul Fleck (de)                             | 1er août 1914 - 1er janvier 1915     |
| Generalleutnant              | Kurt von Ditfurth                           | 2 janvier - 24 mai 1915              |
| Generalleutnant              | Constantin von Altrock                      | 25 mai - 29 décembre 1915            |
| Generalmajor                 | Fritz von Verden                            | 30 décembre 1915 - 16 septembre 1917 |
| Generalleutnant              | Karl Kraewel                                | 17 septembre 1917 - 8 juillet 1918   |
| Generalmajor                 | Georg Pohlmann                              | 9 juillet 1918 - 21 janvier 1919     |